# Glyphomitrium cummingii
Glyphomitrium cummingii là một loài rêu trong họ Ptychomitriaceae. Loài này được (Duby) Broth. mô tả khoa học đầu tiên năm 1902.